# Jan Jerzy Wilkxycki
Jan Jerzy Wilkxycki herbu Nałęcz (ur. 9 września 1763 w Psarach, zm. 15 maja 1831 w Starogardzie) – biskup pomocniczy chełmiński, w latach 1818–1824 administrator diecezji chełmińskiej.

## Życiorys
Pochodził z rodziny szlacheckiej. Wyświęcony na kapłana diecezji chełmińskiej pracował między innymi jako proboszcz w Jasnej. W 1818 otrzymał nominację na biskupa pomocniczego chełmińskiego i biskupa tytularnego Flavias. Konsekrowany w Chełmży 4 października 1818 przez biskupa podlaskiego Feliksa Lewińskiego.
Jego posługa biskupia przypadła na trudne czasy. Po śmierci bpa Franciszka Rydzyńskiego nie mianowano nowego biskupa diecezjalnego. W czasie gdy trwały rokowania między Stolicą Apostolską a rządem pruskim w sprawie wyboru nowego biskupa chełmińskiego Wilkxycki objął administrowanie diecezją. Wakat trwał prawie dziesięć lat, a w tym czasie sytuacja diecezji znacznie się pogarszała. Konfiskowano majątki kościelne, kasowano klasztory, szkoły katolickie likwidowano lub oddawano nauczycielom protestanckim, brakowało duchowieństwa. W 1821 papież Pius VII bullą De salute animarum zreorganizował diecezję chełmińską i możliwy był wybór nowego biskupa. Doszło do niego w 1824.
Wilkxycki był ostatnim administratorem diecezji ze stolicą biskupią w Chełmży. Jego następca Ignacy Matthy przeniósł oficjalnie stolicę diecezji do Pelplina. Wilkxycki zmarł 15 maja 1831 w Starogardzie Gdańskim, pochowany został w Pelplinie.